# هری کلرمن کیست و چرا این حرف‌های وحشتناک را درباره‌ام می‌زند؟
هری کلرمن کیست و چرا این حرف‌های وحشتناک را درباره‌ام می‌زند؟ (به انگلیسی: Who Is Harry Kellerman and Why Is He Saying Those Terrible Things About Me?) یک فیلم سینمایی آمریکایی در ژانر کمدی-درام محصول سال ۱۹۷۱ به کارگردانی اولو گروسبارد با بازی داستین هافمن ، دام دی‌لوئیس ، باربارا هریس ، جک واردن ، دیوید بورنز ، گابریل دل است.